# Chinami Nakajima
Pour les articles homonymes, voir Nakajima.
Chinami Nakajima (中島 千波, Nakajima Chinami) est un peintre japonais. Nakajima est d'Obuse, Préfecture de Nagano,. Il dessine de nombreuses Nihonga. Nakajima est né le 21 octobre 1945. En 1971, il a obtenu une maîtrise à l’Université des Arts de Tokyo. En 1992, il a été ouvert le Musée Obuse Nakajima Chinami Hall (japonais : おぶせミュージアム・中島千波館) à Obuse.  Nakajima est actuellement professeur émérite à l'Université des Arts de Tokyo,,,. 